# Ministrowie spraw zagranicznych Wielkiej Brytanii
His (Her) Majesty’s Principal Secretary of State for Foreign, Commonwealth and Development Affairs (Jego (jej) Królewskiej Mości Główny Sekretarz Państwa do Spraw Zagranicznych, Wspólnoty Narodów i Rozwoju), popularnie zwany Foreign Secretary – członek brytyjskiego Gabinetu odpowiedzialny za prowadzenie polityki zagranicznej (minister spraw zagranicznych), stojący na czele Foreign and Commonwelth Office.
Do momentu utworzenia Foreign Office w 1782 r. polityką zagraniczną Wielkiej Brytanii kierowało dwóch sekretarzy: Sekretarz Stanu Południowego Departamentu i Sekretarz Stanu Północnego Departamentu.
Od 1968 r. brytyjski minister spraw zagranicznych jest również ministrem do spraw Wspólnoty Narodów, zaś od 2020 także do spraw spraw polityki i pomocy rozwojowej.

## Ministrowie spraw zagranicznych Wielkiej Brytanii
| Minister                                         | Czas urzędowania                            |
| ------------------------------------------------ | ------------------------------------------- |
| Charles James Fox                                | 17 marca 1782 – 5 lipca 1782                |
| Thomas Robinson, 2. baron Grantham               | 13 lipca 1782 – 2 kwietnia 1783             |
| Charles James Fox                                | 2 kwietnia 1783 – 19 grudnia 1783           |
| George Nugent-Temple-Grenville, 3. hrabia Temple | 19 grudnia 1783 – 23 grudnia 1783           |
| Francis Osborne, 5. książę Leeds                 | 23 grudnia 1783 – maj 1791                  |
| William Grenville, 1. baron Grenville            | 8 czerwca 1791 – 20 lutego 1801             |
| Robert Jenkinson, lord Hawkesbury                | 20 lutego 1801 – 14 maja 1804               |
| Dudley Ryder, 2. baron Harrowby                  | 14 maja 1804 – 11 stycznia 1805             |
| Henry Phipps, 3. baron Mulgrave                  | 11 stycznia 1805 – 7 lutego 1806            |
| Charles James Fox                                | 7 lutego 1806 – 13 września 1806            |
| Charles Grey, wicehrabia Howick                  | 24 września 1806 – 25 marca 1807            |
| George Canning                                   | 25 marca 1807 – 11 października 1809        |
| Henry Bathurst, 3. hrabia Bathurst               | 11 października 1809 – 6 grudnia 1809       |
| Richard Wellesley, 1. markiz Wellesley           | 6 grudnia 1809 – 4 marca 1812               |
| Robert Stewart, wicehrabia Castlereagh           | 4 marca 1812 – 12 sierpnia 1822             |
| George Canning                                   | 16 września 1822 – 30 kwietnia 1827         |
| John Ward, 1. hrabia Dudley                      | 30 kwietnia 1827 – 2 czerwca 1828           |
| George Hamilton-Gordon, 4. hrabia Aberdeen       | 2 czerwca 1828 – 22 listopada 1830          |
| Henry Temple, 3. wicehrabia Palmerston           | 22 listopada 1830 – 15 listopada 1834       |
| Arthur Wellesley, 1. książę Wellington           | 15 listopada 1834 – 18 kwietnia 1835        |
| Henry Temple, 3. wicehrabia Palmerston           | 18 kwietnia 1835 – 2 września 1841          |
| George Hamilton-Gordon, 4. hrabia Aberdeen       | 2 września 1841 – 6 lipca 1846              |
| Henry Temple, 3. wicehrabia Palmerston           | 6 lipca 1846 – 26 grudnia 1851              |
| Granville Leveson-Gower, 2. hrabia Granville     | 26 grudnia 1851 – 27 lutego 1852            |
| James Harris, 3. hrabia Malmesbury               | 27 lutego 1852 – 28 grudnia 1852            |
| Lord John Russell                                | 28 grudnia 1852 – 21 lutego 1853            |
| George Villiers, 4. hrabia Clarendon             | 21 lutego 1853 – 26 lutego 1858             |
| James Harris, 3. hrabia Malmesbury               | 26 lutego 1858 – 18 czerwca 1859            |
| John Russell, 1. hrabia Russell                  | 18 czerwca 1859 – 3 listopada 1865          |
| George Villiers, 4. hrabia Clarendon             | 3 listopada 1865 – 6 lipca 1866             |
| Edward Stanley, lord Stanley                     | 6 lipca 1866 – 9 grudnia 1868               |
| George Villiers, 4. hrabia Clarendon             | 9 grudnia 1868 – 6 lipca 1870               |
| Granville Leveson-Gower, 2. hrabia Granville     | 6 lipca 1870 – 21 lutego 1874               |
| Edward Stanley, 15. hrabia Derby                 | 21 lutego 1874 – 2 kwietnia 1878            |
| Robert Gascoyne-Cecil, 3. markiz Salisbury       | 2 kwietnia 1878 – 28 kwietnia 1880          |
| Granville Leveson-Gower, 2. hrabia Granville     | 28 kwietnia 1880 – 24 czerwca 1885          |
| Robert Gascoyne-Cecil, 3. markiz Salisbury       | 24 czerwca 1885 – 6 lutego 1886             |
| Archibald Primrose, 5. hrabia Rosebery           | 6 lutego 1886 – 3 sierpnia 1886             |
| Stafford Northcote, 1. hrabia Iddesleigh         | 3 sierpnia 1886 – 12 stycznia 1887          |
| Robert Gascoyne-Cecil, 3. markiz Salisbury       | 14 stycznia 1887 – 11 sierpnia 1892         |
| Archibald Primrose, 5. hrabia Rosebery           | 18 sierpnia 1892 – 11 marca 1894            |
| John Wodehouse, 1. hrabia Kimberley              | 11 marca 1894 – 21 czerwca 1895             |
| Robert Gascoyne-Cecil, 3. markiz Salisbury       | 29 czerwca 1895 – 12 listopada 1900         |
| Henry Petty-Fitzmaurice, 5. markiz Lansdowne     | 12 listopada 1900 – 4 grudnia 1905          |
| sir Edward Grey                                  | 10 grudnia 1905 – 10 grudnia 1916           |
| Arthur Balfour                                   | 10 grudnia 1916 – 23 października 1919      |
| George Curzon, 1. markiz Curzon                  | 23 października 1919 – 22 stycznia 1924     |
| Ramsay MacDonald                                 | 22 stycznia 1924 – 3 listopada 1924         |
| sir Austen Chamberlain                           | 6 listopada 1924 – 4 czerwca 1929           |
| Arthur Henderson                                 | 7 czerwca 1929 – 24 sierpnia 1931           |
| Rufus Isaacs, 1. markiz Reading                  | 25 sierpnia 1931 – 5 listopada 1931         |
| sir John Simon                                   | 5 listopada 1931 – 7 czerwca 1935           |
| sir Samuel Hoare                                 | 7 czerwca 1935 – 18 grudnia 1935            |
| Anthony Eden                                     | 22 grudnia 1935 – 20 lutego 1938            |
| Edward Wood, 3. wicehrabia Halifaksu             | 21 lutego 1938 – 22 grudnia 1940            |
| Anthony Eden                                     | 22 grudnia 1940 – 26 lipca 1945             |
| Ernest Bevin                                     | 27 lipca 1945 – 9 marca 1951                |
| Herbert Morrison                                 | 9 marca 1951 – 26 października 1951         |
| sir Anthony Eden                                 | 28 października 1951 – 7 kwietnia 1955      |
| Harold Macmillan                                 | 7 kwietnia 1955 – 20 grudnia 1955           |
| Selwyn Lloyd                                     | 20 grudnia 1955 – 27 lipca 1960             |
| Alexander Douglas-Home, 14. hrabia Home          | 27 lipca 1960 – 20 października 1963        |
| Rab Butler                                       | 20 października 1963 – 16 października 1964 |
| Patrick Gordon Walker                            | 16 października 1964 – 22 stycznia 1965     |
| Michael Stewart                                  | 22 stycznia 1965 – 11 sierpnia 1966         |
| George Brown                                     | 11 sierpnia 1966 – 16 marca 1968            |
| Michael Stewart                                  | 16 marca 1968 – 19 czerwca 1970             |
| sir Alec Douglas-Home                            | 20 czerwca 1970 – 4 marca 1974              |
| James Callaghan                                  | 5 marca 1974 – 8 kwietnia 1976              |
| Anthony Crosland                                 | 8 kwietnia 1976 – 19 lutego 1977            |
| Dr David Owen                                    | 22 lutego 1977 – 4 maja 1979                |
| Peter Carington, 6. baron Carrington             | 5 maja 1979 – 5 kwietnia 1982               |
| Francis Pym                                      | 6 kwietnia 1982 – 11 czerwca 1983           |
| sir Geoffrey Howe                                | 11 czerwca 1983 – 24 lipca 1989             |
| John Major                                       | 24 lipca 1989 – 26 października 1989        |
| Douglas Hurd                                     | 26 października 1989 – 5 lipca 1995         |
| Malcolm Rifkind                                  | 5 lipca 1995 – 2 maja 1997                  |
| Robin Cook                                       | 2 maja 1997 – 8 czerwca 2001                |
| Jack Straw                                       | 8 czerwca 2001 – 5 maja 2006                |
| Margaret Beckett                                 | 5 maja 2006 – 27 czerwca 2007               |
| David Miliband                                   | 28 czerwca 2007 – 11 maja 2010              |
| William Hague                                    | 12 maja 2010 – 14 lipca 2014                |
| Philip Hammond                                   | 14 lipca 2014 – 13 lipca 2016               |
| Boris Johnson                                    | 13 lipca 2016 – 9 lipca 2018                |
| Jeremy Hunt                                      | 9 lipca 2018 – 24 lipca 2019                |
| Dominic Raab                                     | 24 lipca 2019 – 15 września 2021            |
| Liz Truss                                        | 15 września 2021 – 6 września 2022          |
| James Cleverly                                   | 6 września 2022 – 13 listopada 2023         |
| David Cameron                                    | 13 listopada 2023 – 5 lipca 2024            |
| David Lammy                                      | od 5 lipca 2024                             |